# Consolea rubescens
Consolea rubescens ist eine Pflanzenart in der Gattung Consolea aus der Familie der Kakteengewächse (Cactaceae). Das Artepitheton rubescens stammt aus dem Lateinischen, bedeutet ‚rot werdend‘ und verweist auf die Farbe der Triebabschnitte.

## Beschreibung
Consolea rubescens wächst aufrecht baumförmig mit verzweigter Krone und erreicht Wuchshöhen von bis zu 6 Meter. Der an der Basis fast zylindrische Stamm ist darüber etwas seitlich zusammengedrückt. Er erreicht Durchmesser von bis zu 15 Zentimeter und ist mit Büscheln von bis zu 8 Zentimeter langen Dornen bewehrt oder auch unbedornt. Die länglichen bis eiförmigen, dunkelgrünen bis rötlich grünen, bis 25 Zentimeter langen Triebabschnitte sind nur im Jugendstadium netzartig gehöckert. Es sind mehrere weißliche, nadelige  Dornen vorhanden, die 1 bis 6 Zentimeter lang sind, jedoch manchmal auch fehlen können.
Die roten, orangefarbenen oder gelben Blüten sind bis zu 6 Zentimeter lang und weisen einen Durchmesser von 2 Zentimeter auf. Die eiförmigen bis kugelförmigen, rötlichen Früchte erreichen einen Durchmesser von bis zu 8 Zentimeter.

## Verbreitung, Systematik und Gefährdung
Consolea rubescens ist auf den Kleinen Antillen, den Jungferninseln und in Puerto Rico verbreitet.
Die Erstbeschreibung als Opuntia rubescens erfolgte 1828 durch Augustin-Pyrame de Candolle. Charles Lemaire stellte die Art 1862 in die Gattung Consolea. Weitere nomenklatorische Synonyme sind Cactus rubescens (Salm-Dyck ex DC.) Lem. (1862) und Consolea moniliformis subsp. rubescens (Salm-Dyck ex DC.) Guiggi (2007).
In der Roten Liste gefährdeter Arten der IUCN wird die Art als „Least Concern (LC)“, d. h. als nicht gefährdet geführt. Die Entwicklung der Populationen wird als stabil angesehen.

## Nachweise